# 岡山市立竹枝小学校
岡山市立竹枝小学校（おかやましりつたけえだしょうがっこう）は、岡山県岡山市北区建部町吉田にある公立小学校である。2012年からユネスコスクールに認定されている。

## 概要
岡山市北区の北端に位置する建部町の南東部を校区とする。地域住民有志による「竹枝を思う会」とともに、小学校と地域の協働による地域づくり「たけえだ・生きものの里・未来構想」を進めるなど、小規模校ならではの取り組みがなされている。

## 教育目標
人・自然・未来とつなごう　竹枝っ子

## 沿革
「平成28年度学校要覧」によると、下記のとおりである（一部を抜粋および加筆）。
- 1908年 - 竹枝尋常小学校が高等科を併置し、竹枝尋常高等小学校と改称。
- 1909年 - 長谷尋常小学校が廃止され、竹枝尋常高等小学校大田分散場と称す。
- 1941年 - 竹枝国民学校と改称
- 1947年 - 竹枝小学校と改称。
- 1955年 - 赤磐郡竹枝村と御津郡上建部村・建部村が合併し御津郡建部町が成立したことにより、建部町立竹枝小学校となる。
- 1956年 - 校舎を新築。土師方から現在地に移転。
- 1964年 - 大田地区分離、分校廃止。
- 1980年 - 水泳プール竣工。
- 1986年 - ソニー賞（優良校）受賞。
- 1987年 - NHK全国音楽コンクール特別賞受賞。
- 1989年 - ソニー賞（優良校）受賞。
- 1990年 - 小さな親切 10 周年記念学校賞受賞。
- 1991年 - RSK小・中音楽会銀賞受賞。校舎改築（管理棟・普通教室棟完成）。
- 1992年 - 校舎改築（体育館完成）。
- 1997年 - 全日本健康推進学校すこやか奨励賞受賞。東倉庫改築。学校田購入。
- 2007年 - 御津郡建部町の岡山市編入により、岡山市立竹枝小学校と改称。
- 2014年 - 総合学習発表会・コカコーラ環境教育賞活動表彰部門受賞。ESD世界会議発表。

## 通学区域
- 岡山市北区建部町のうち、吉田、土師方、小倉。学区外からの通学もある[3]。

## 主な進学先
公立学校の場合は、岡山市立建部中学校へ進学する。　

## 周辺
- 国道53号
- 岡山県道457号吉田御津線

## 通学区域が隣接している学校
- 岡山市立建部小学校
- 岡山市立御津小学校
- 岡山市立五城小学校
- 赤磐市立仁美小学校